# Dmitri Torbinski
Dmitri Jevgenjevitsj Torbinski (Russisch: Дмитрий Евгеньевич Торбинский) (Norilsk, 28 april 1984) is een Russisch voetballer die bij voorkeur op het middenveld speelt. Hij verruilde in 2015 FK Rostov voor FK Krasnodar. In maart 2007 debuteerde Torbinski in het Russisch voetbalelftal.
Torbinski's loopbaan in het betaald voetbal begon in 2002 bij Spartak Moskou, waar hij de jeugdopleiding afmaakte. In 2005 werd hij verhuurd aan Spartak Chelyabinsk en in 2007 verkocht aan Lokomotiv Moskou. Torbinski maakte deel uit van de Russische nationale selectie voor het Europees kampioenschap voetbal 2008. Op 22 mei 2016 werd hij door bondscoach Leonid Sloetski opgenomen in de Russische selectie voor het Europees kampioenschap voetbal 2016 in Frankrijk, als vervanger van de vanwege een gebroken middenvoetsbeentje afgehaakte Alan Dzagojev. Daar werd de selectie onder leiding van bondscoach Leonid Sloetski in de groepsfase uitgeschakeld na een gelijkspel tegen Engeland (1–1) en nederlagen tegen Slowakije (1–2) en Wales (0–3). Hij kwam tijdens de drie groepsduels niet in actie.